# Ringsted (Iowa)
Ringsted es una ciudad ubicada en el condado de Emmet en el estado estadounidense de Iowa. En el Censo de 2010 tenía una población de 422 habitantes y una densidad poblacional de 151,01 personas por km².

## Geografía
Ringsted se encuentra ubicada en las coordenadas 43°17′42″N 94°30′24″O / 43.29500, -94.50667. Según la Oficina del Censo de los Estados Unidos, Ringsted tiene una superficie total de 2.79 km², de la cual 2.79 km² corresponden a tierra firme y (0%) 0 km² es agua.

## Demografía
Según el censo de 2010, había 422 personas residiendo en Ringsted. La densidad de población era de 151,01 hab./km². De los 422 habitantes, Ringsted estaba compuesto por el 97.63% blancos, el 0% eran afroamericanos, el 0.71% eran amerindios, el 0% eran asiáticos, el 0% eran isleños del Pacífico, el 0.95% eran de otras razas y el 0.71% pertenecían a dos o más razas. Del total de la población el 1.42% eran hispanos o latinos de cualquier raza.